# Scie-cloche
Pour les articles homonymes, voir Scie (homonymie) et Cloche (homonymie).

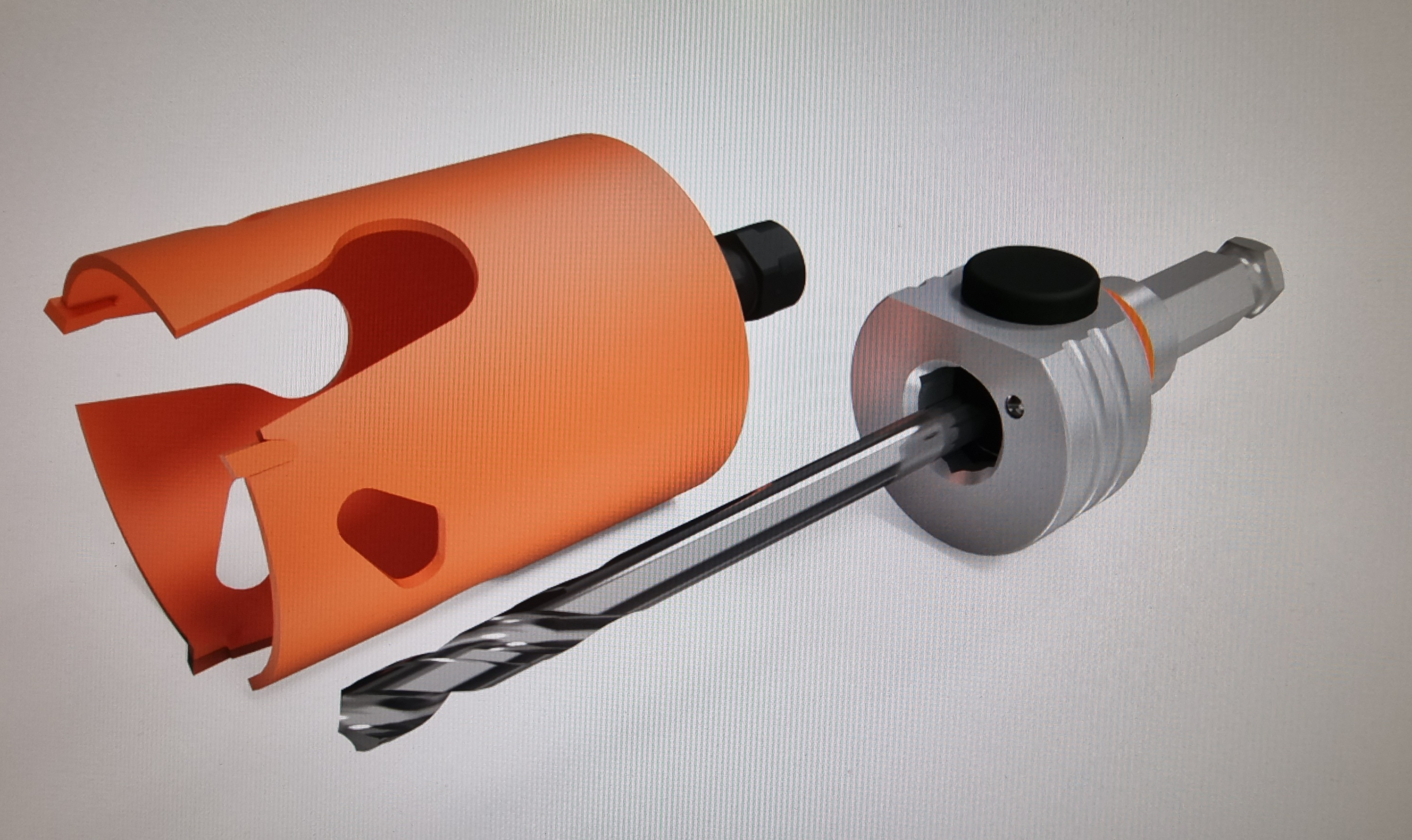
Scie cloche en carbure de tungstène avec arbre.

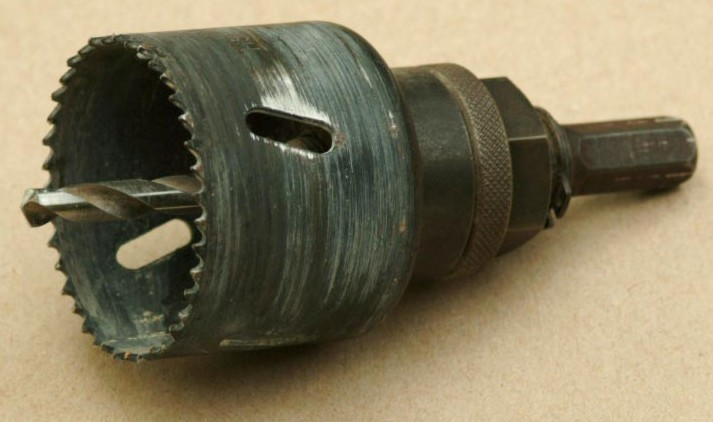
Scie-cloche de diamètre 52 mm.

Une scie-cloche, ou trépan, est un outil qui peut se monter sur une perceuse et est destiné à découper des trous circulaires de grand diamètre et d'assez faible profondeur. Il s'agit d'un outil fermé à une extrémité et doté d'un foret de guidage.

## Types de scies-cloches

### Scie-cloche ajustable
Une lame circulaire est insérée dans une rainure de même diamètre présente sur un plateau circulaire. Au centre de ce plateau se trouve la mèche qui guide l'ensemble en début de perçage.

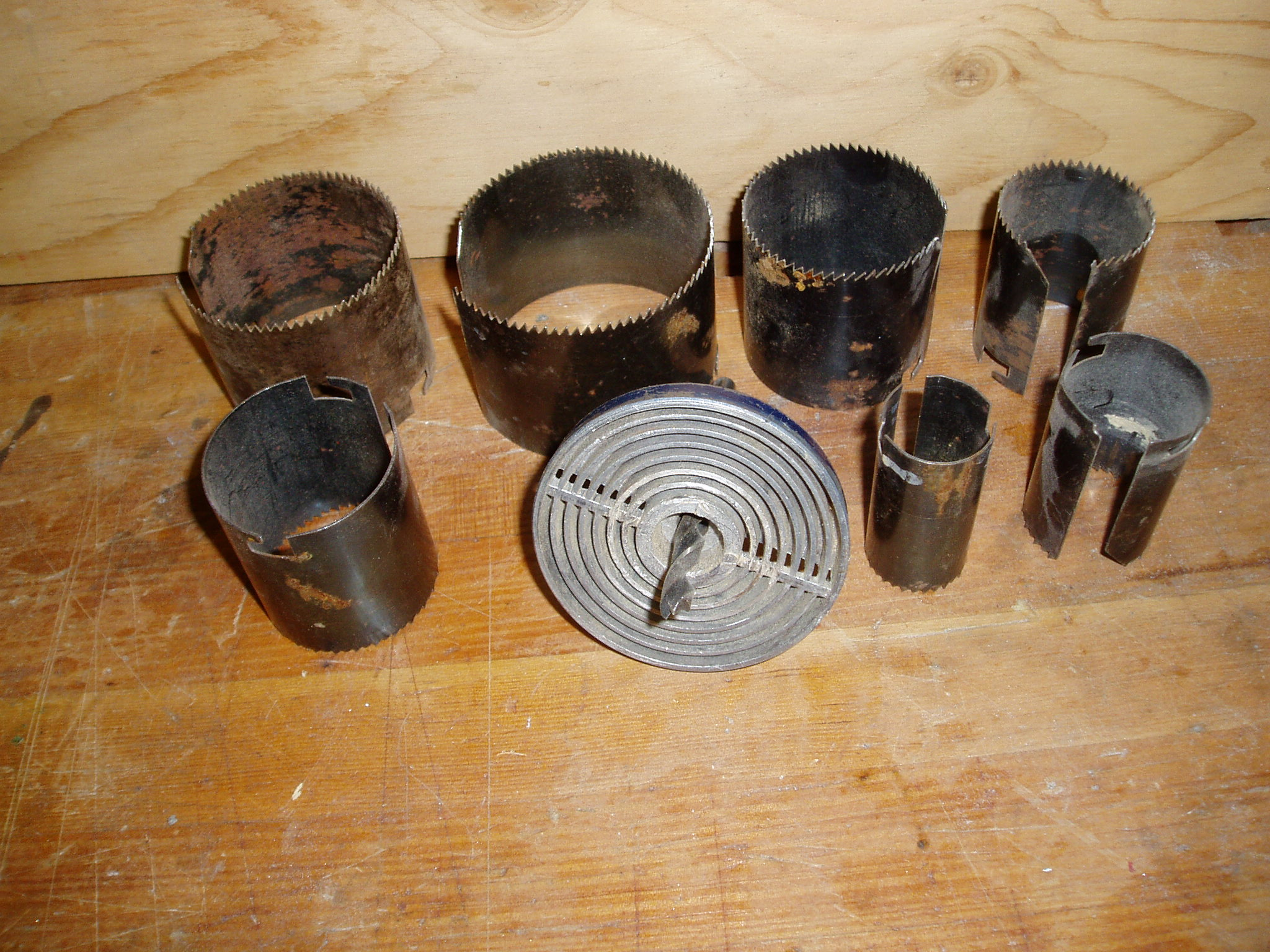
Scie-cloche ajustable.

Bien que polyvalent, ce type d'outil est très peu rigide, ce qui le destine essentiellement à la découpe des matériaux tendres, comme le bois ou le plâtre.

### Modèle compas

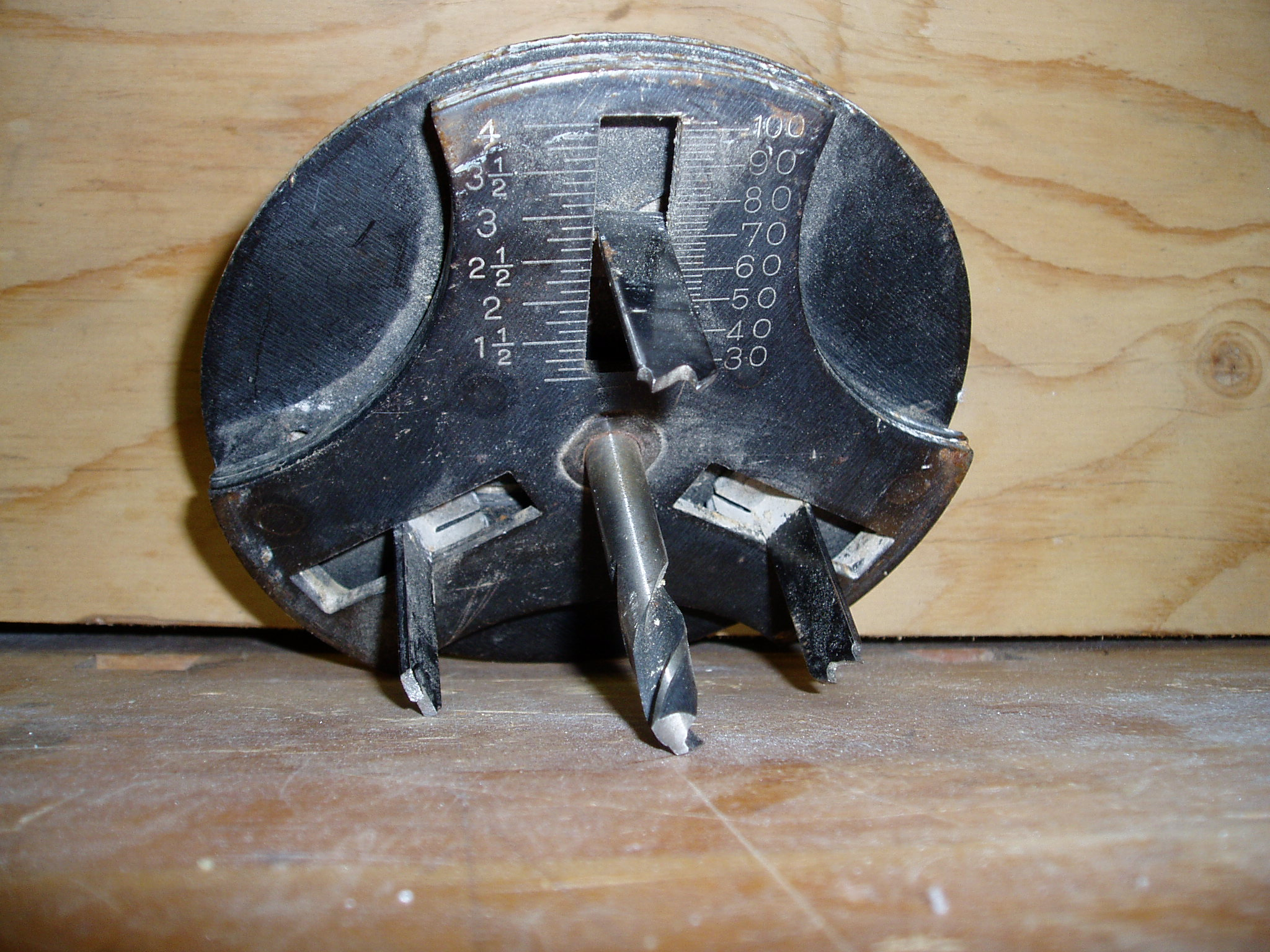
Modèle compas.

Ce modèle de scie-cloche possède une, deux ou trois dents qui peuvent se déplacer sur une plateforme circulaire afin de modifier la largeur du trou à percer.

## Avantages
Le principal avantage à utiliser une scie-cloche au lieu d'une mèche est son efficacité. En effet, pour percer un trou de diamètre équivalent, la scie-cloche ne découpera qu'une faible partie de la matière, ce qui réduit la puissance nécessaire à la découpe.

## Inconvénients
À basse vitesse, le couple nécessaire pour le perçage est très important. De plus, au début du perçage, la mèche de guidage a parfois tendance à se déplacer de l'endroit prévu décalant ainsi la position du trou final. 